# Balatoni Farkas János
Balatoni Farkas János (Jászárokszállás, 1826. június 30. – Kerekegyháza, 1908. augusztus 15.) 1848-as honvéd százados, királyi kincstári jószágigazgató, Kerekegyháza alapítója.

## Élete
A római katolikus kisnemesi származású balatoni Farkas család sarja, amely 1663. május 28.-án szerzett nemességet I. Lipót magyar királytól. Szülei balatoni Farkas István (1793–1858), aki szerény körülmények között élt helyi telepesként (hospes), és Faragó Anna (1791–1831) voltak. Apai nagyszülei balatoni Farkas Antal, telepes, és Csuka Erzsébet voltak, akik 1787. május 13.-án Jászárokszállásban kötöttek házasságot. Farkas János 7 évesen veszítette el az anyját; atyja, Farkas István hamarosan újra nősült meg, Bobák Apolloniát vette el.
Huszonnégy évesen önkéntesen állt be a szabadságharc katonái közé. 1848 szeptemberében közvitézként, majd a jász-kerületi önkéntes nemzetőr zászlóaljban már hadnagyként szolgált. Alakulatával Josip Jelačić, majd novembertől a Délvidéken a szerb felkelők ellen harcolt. 1849. január 16-án január 12-étől számítandó illetménnyel hadnagyként átkerült a honvédség kötelékébe és a szabadságharc oldalán harcoló 19. (Schwarzenberg) gyalogezred 3. zászlóaljában kapott beosztást. Részt vett Buda ostrománál is, ahol hősiességéért főhadnaggyá léptették elő. A fegyverletétel az alakulatából létrehozott 109. honvédzászlóalj századosaként érte.
A szabadságharc bukását követően amnesztiában részesült, Gödöllőről Kecskemétre, majd birtokvásárlással a Kecskemét melletti pusztaságra települt. A puszta Jászárokszállás város közbirtokosságának tulajdona volt, melyet legeltetésre használtak.
1856-ban megalapította a ma is fennálló Kerekegyháza nevű települést, ahol 1908-ban halt meg.

## Házassága és leszármazottjai
1863-ban feleségül vette a kecskeméti nemesi származású vecseszéki Ferenczy családból valót, vecseszéki Ferenczy Mária (1843–1903) kisasszonyt, akinek a húga, vecseszéki Ferenczy Ida, Wittelsbach Erzsébet magyar királyné udvarhölgye volt. Farkas Jánosnak és Ferenczy Máriának négy gyermeke született, de csak két fiú érte meg a felnőttkort:
- balatoni dr. Farkas Zoltán István György (Kecskemét, 1864. október 24. - †1914. július 3.), belügyminiszteri főtanácsos, Lipót-rend lovagja, földbirtokos.[7][8] Felesége, Kis Aranka (1890–1960).[9] Az egyetlen gyermeke, a leánya, balatoni Farkas Alice (1911–1979), költőnő, előbb dr. Sántha Istvánné (1909–1972),[10] majd dr. Manno Sándorné, volt.
- balatoni Farkas László Kálmán (Lajosmizse, 1867. június 19. - † Felsőbabád, 1930. december 25.), földbirtokos.[11][12] Felesége székhelyi Majláth Erzsébet (1872–1951), akitől született fia balatoni Farkas János (1900–1982), aki nőtlenül hunyt el, és két leánya, csallóközmegyertsi Szabadhegy Istvánné balatoni Farkas Erzsébet (1905-1989) és balásfalvi Kiss Hubertné balatoni Farkas Mária (1902–1983).